# Томас Наст
Томас Наст (англ. Thomas Nast; 27 вересня 1840, Ландау, Німеччина — 7 грудня 1902, Еквадор) — відомий американський художник-карикатурист, вважається засновником жанру американського політичного малюнка. Мав великий вплив в американському суспільстві, вважається творцем сучасних візуальних образів Санта Клауса та Дядька Сема.

## Біографія

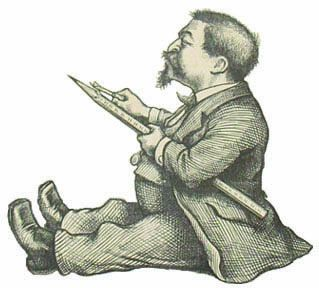
Автопортрет

Томас Наст народився в німецькому місті Ландау (Рейнланд-Пфальц) в сім'ї баварського військового музиканта, який через свої ліберальні погляди увійшов у протиріччя з офіційною владою Німеччини і в 1846 році записався на французький, а пізніше на американський військовий корабель. Дружину і сина Томаса він відправив до Нью-Йорку, куди 1849 році прибув і сам. Величезний інтерес Томаса Наста до малювання проявилося вже в ранньому віці і він записався на рік у студію Альфреда Фредріксен і Теодора Кауфмана і до Національної академії дизайну. Після школи, у 15-річному віці Наст почав працювати в ілюстрованій газеті Френка Леслі, а через 3 роки — в щотижневому журналі «Harper's Weekly».
У «Харперс» він працював в 1859–1860 і 1862–1886 рр. У перерві поїхав до Лондона, а пізніше — до Гарібальді в Італію, де малював і писав статті про військову кампанію. У 1861 році Наст одружився із Сарою Едвардс. Незабаром він повернувся до США.
Тут він прославився як гострий й критичний політичний карикатурист. Його малюнки мали широкий вплив на суспільну думку. Гостро критикував своїх політичних конкурентів.
У 1902 році Теодор Рузвельт призначив Наста генеральним консулом у Гуаякіль в Еквадорі. Під час спалаху жовтої гарячки Наст заразився і помер у тому ж році. Тіло було доставлено в США і поховане на кладовищі Вудлон (Нью-Йорк).

## Творчість
У 1862 році з'явилася перша карикатура «Світ», спрямована проти опонентів громадянської війни. Його карикатури під час громадянської війни і подальшої Реконструкції публікувалися в «Харперс».
Він малював поля битв на кордоні в штатах Півдня. Малюнки привертали таку величезну увагу публіки, що Авраам Лінкольн назвав Наста «Наш найкращий рекрутуючий сержант». Пізніше Наст опонував президенту Ендрю Джонсону і його політиці Реконструкції.
Малюнки Наста стали одним з найважливіших факторів у падінні політика й сенатора Вільяма Твіда, який настільки боявся художника, що послав свого емісара з метою підкупу Наста, пропонуючи $ 500 000. Однак, Наст відкинув пропозицію і посилив свої атаки на Твіда. У результаті в 1873 році Твід був заарештований і засуджений за шахрайство.
Наст також вважав, що добре організоване ірландське іммігрантське співтовариство забезпечує базу для підтримки Твіда. Це разом з загальними антикатолицькими і «проамериканськими» поглядами Наста призвело до зображення ірландського спільноти в Америці і католицьких лідерів церкви з крайнім засудженням. У 1875 році одна з його робіт була «Американська річка Ганг», де католицькі священики були зображені у вигляді крокодилів, нападаючих на американські сім'ї.
Виступав проти рабства та утисків чорношкірих. На малюнку «Гірше, ніж рабство» Наст зобразив зневірену негритянську сім'ю, чий будинок був спалений, і двох членів Ку-клукс-клану та Білої ліги, що поздоровляють один одного. У малюнках Наста основний сюжет часто супроводжувався численними докладними додатковими другорядними сюжетами.

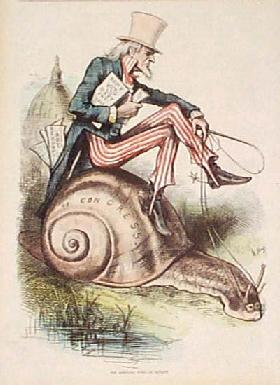
Дядько Сем на равлику. 1877

Його знаменита карикатура на нью-йоркських демократів «Таманійскій тигр» була пізніше багаторазово використана протягом тривалого часу іншими карикатуристами.
Під час президентської передвиборчої кампанії 1872 р. Наст виступав проти Гораса Ґрілі — спільного кандидата в президенти від Ліберально-республіканської та Демократичної партій. В журналі «Harper's Weekly» від 1 червня 1872 p. (№ 428) була надрукована карикатура «Модерний Мазепа» На якій, базуючись на легенді про молоді роки гетьмана та популярній тоді виставі Дж. Байрона, Г. рілі був зображений на коні, який мчить до Білого Дому. Це було пов'язано з редакційною статтею в «New York Tribune», написаною Г. Ґрілі в 1862 р. Тоді в театрі на Бродвеї ставилась вистава «Мазепа» (за Байроном) й актриса Ада Менкен (Adah Isaacs Menken) з'явилась в образі юного Мазепи напівголою. Про це Ґрілі писав: «Ми не можемо повірити, що актриса має постати перед нашими громадянами в такому образі Мазепи, щоб не викликати обурення й спротив порядних людей, показуючи своє тіло в голому вигляді.» Після громадських протестів п'єсу було заборонено, а театр майже закрито.
Крім цього, Наст ввів у практику американської карикатури використання осучаснених сцен з творів відомих класиків, зокрема Шекспіра в політичних цілях.
Відомо також, що хоча сучасного Санту придумав у 1823 р. Климент Кларк Мур (він першим описав Санта Клауса як життєрадісного немолодого ельфа і поселив його в Лапландії). Але саме Наст у 1860 р. уперше намалював його товстим, старим, бородатим, в окулярах, в блазенському червоному ковпаку і з люлькою у роті. Також саме Томас Наст додав ще одну вагому деталь до «легенди» — Санта за його версією живе на Північному полюсі і там цілий рік працює, не покладаючи рук, виготовляючи іграшки для малюків.
Обкладинки журналу з малюнками Наста користувалися неймовірною популярністю. Під час Громадянської війни Лінкольн попросив Наста намалювати Санту разом з прихильниками Півночі. Історики стверджують, що, поміж всього іншого, армію Конфедератів деморалізувала поява С. Клауса на стороні супротивника.
Також, у багатьох американських святкових календарях повідомляється, що першим графічним творцем образу «Дядечка Сема» є художник Томас Наст.

## Галерея

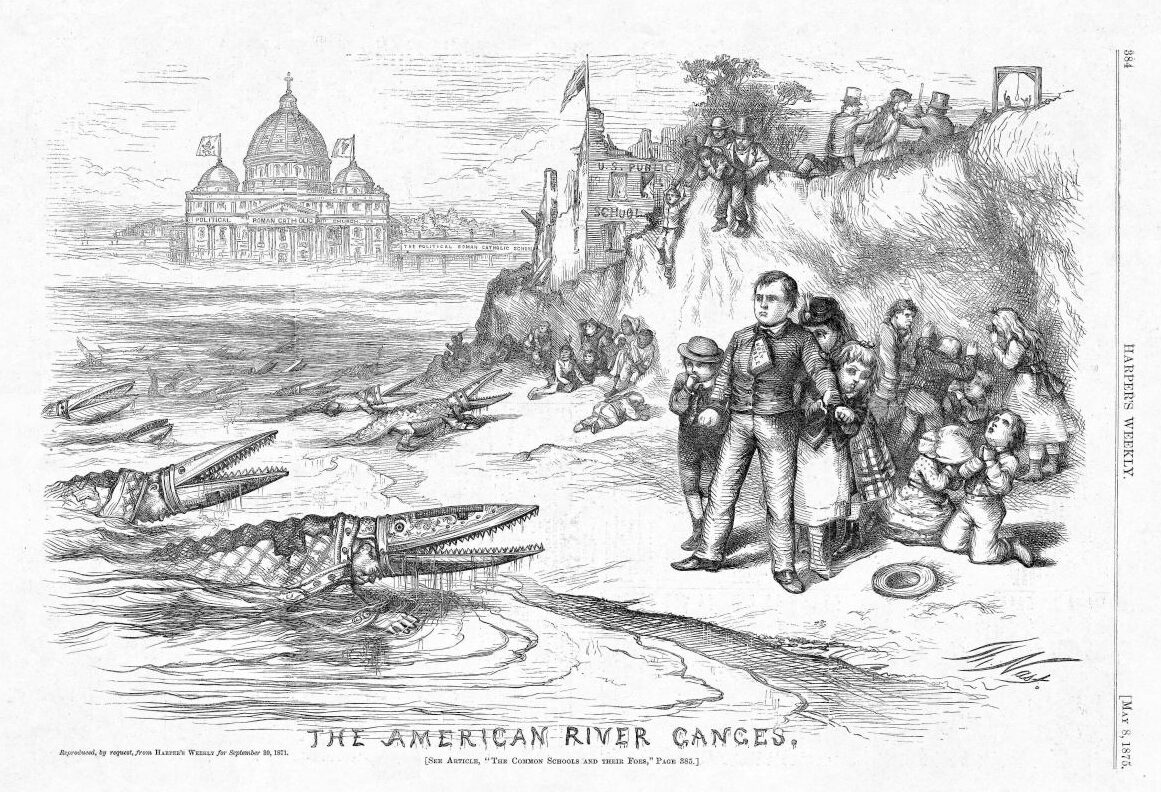
Американська річка Ганг
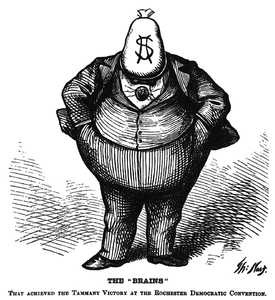
«Мізки» (карикатура на В. Твіда)
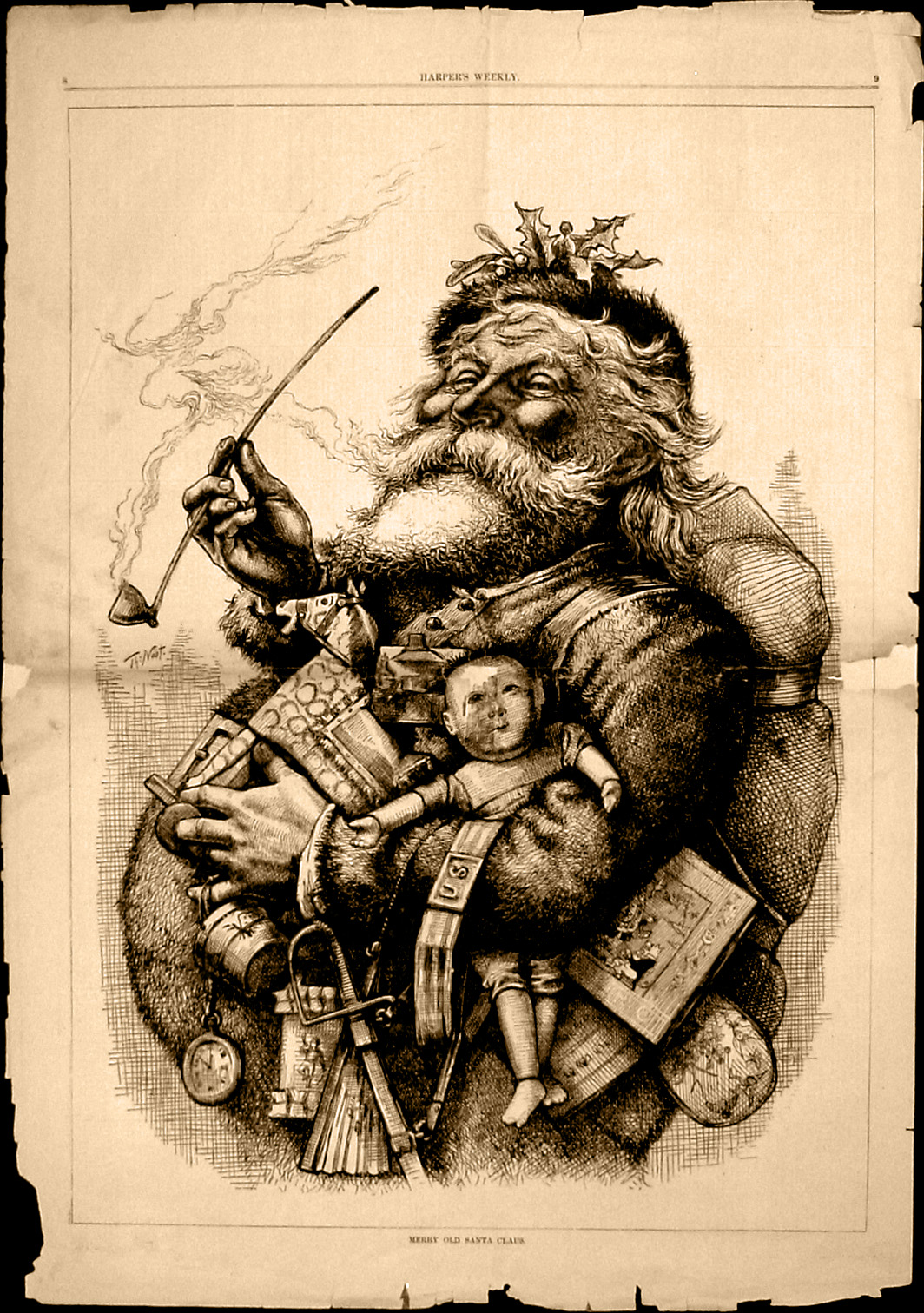
«Санта-Клаус»
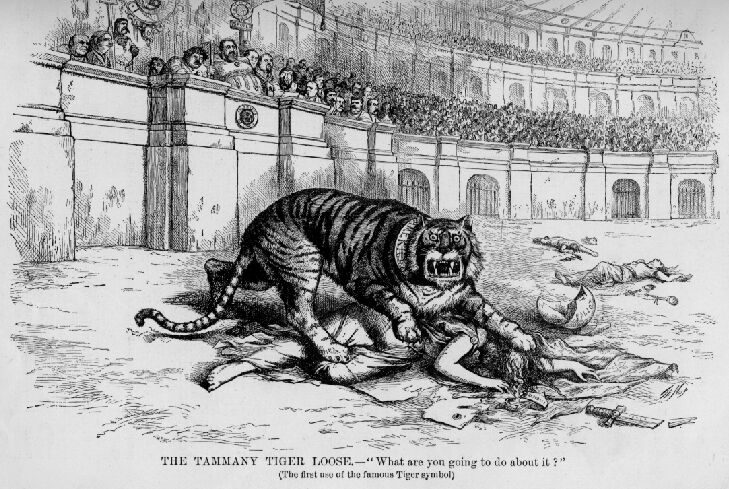
«Таманійскій тигр»
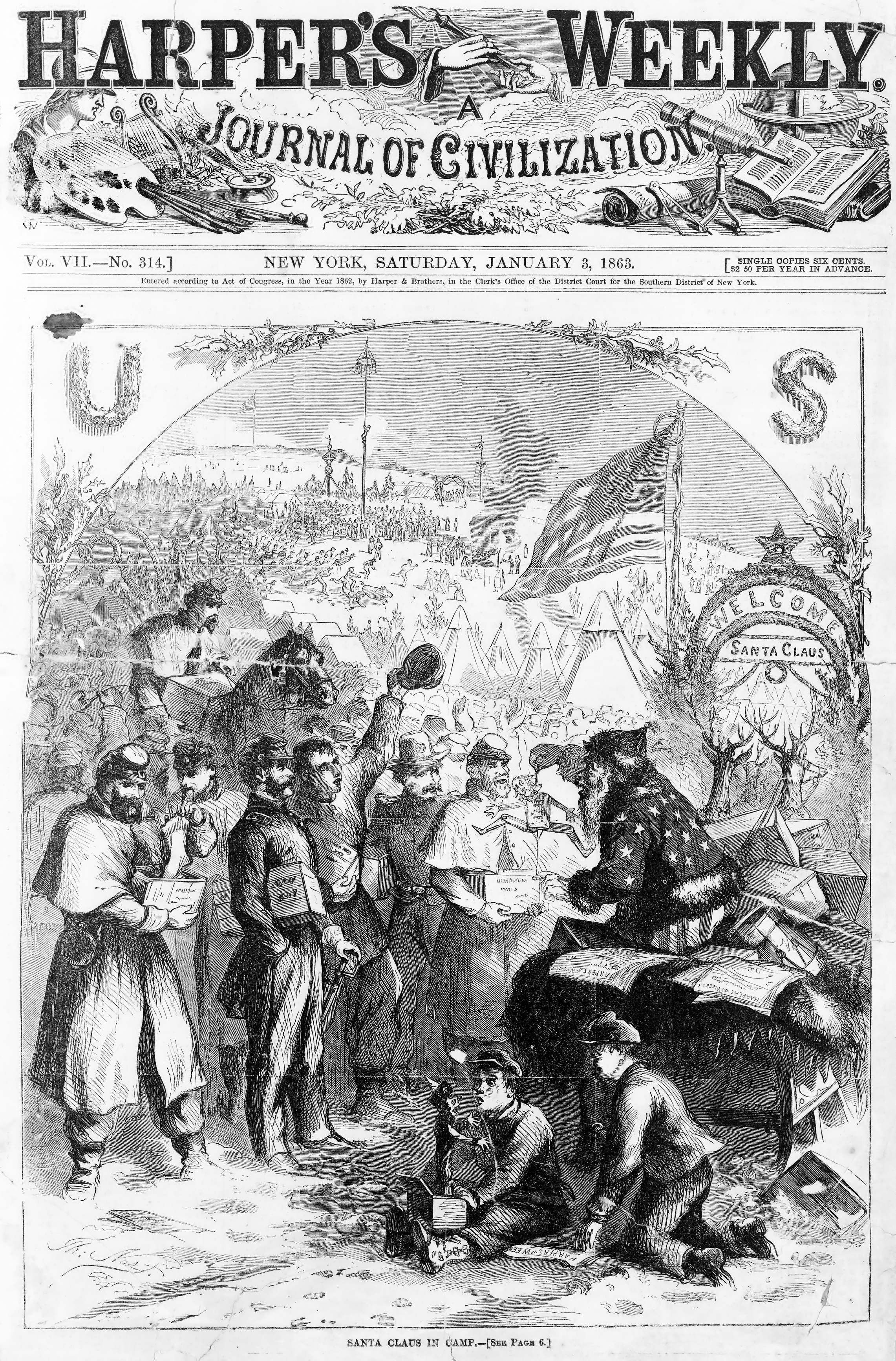
«Санта-Клаус» підтримує вояків Півночі
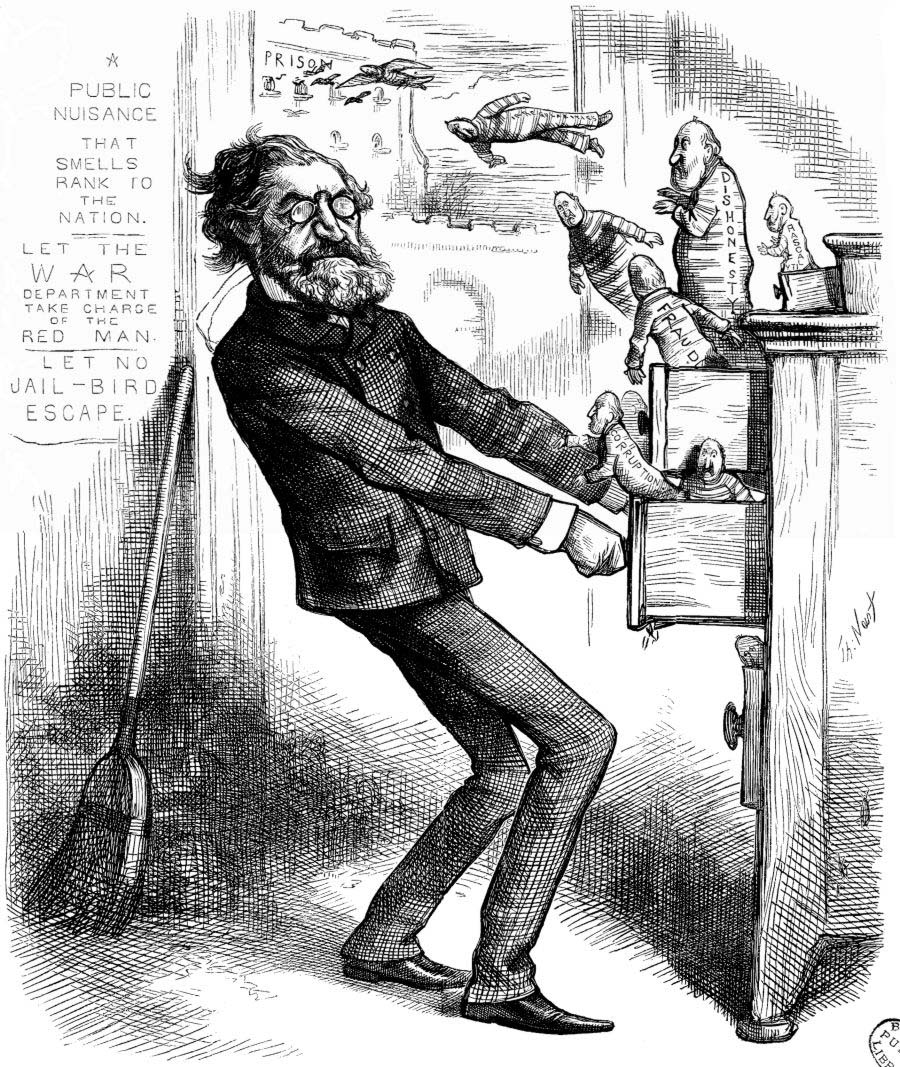
Корупція
«Модерний Мазепа»